# يويا
يويا من الأسرة الثامنة عشر يشغل منصب رفيع في الدولة. تزوج يويا من تويا التي كان والدها كاهن الإله مين، وأمها كانت وصيفة في القصر والمشرفة على الملابس في البلاط الملكي، وكانت تحمل عدداً من الألقاب مثل الوصيفة الملكية ومغنية الإله آمون والأم الملكية لزوج الملك العظيمة، وقد أنجب يويا وتويا الملكة تيي التي أصبحت الزوجة الملكية لأمنحتب الثالث تاسع ملوك الأسرة الثامنة عشر، كما أنجب يويا أيضا ابن يسمى عانن ذكر اسمه على تابوت والدته تويا، ويعتقد أن ليويا ابن آخر هو آى الذي أصبح ملكا وتولى الحكم بعد توت عنخ آمون وكان يحمل نفس الألقاب التي حملها يويا ولكن لا يوجد دليل قوى يؤكد هذه الافتراضات.

## أصله

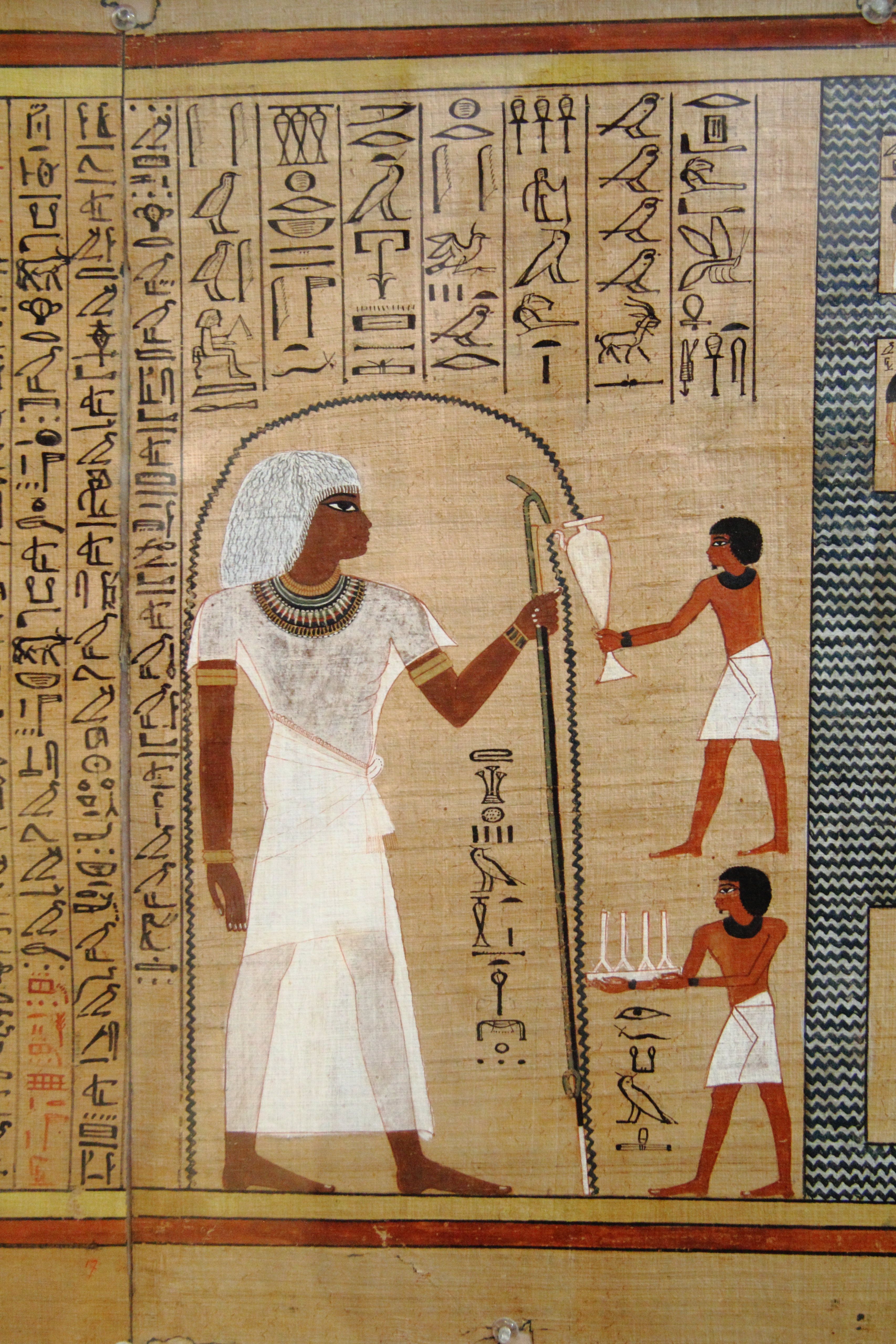
يويا, ممثلا في كتاب موتاه.

جاء يويا من مدينة أخميم ويعتقد أنه كان ذو مكانة فيها وصاحب أملاك. لم يتم التعرف بدقة على أصول يويا ولكن يظهر من الأبحاث التي أُجريت على موميائه أنه كان قامته كانت أطول من الطول العادي. ويرى خبير التشريح إليوت سميث الذي قام بفحص موميائه، أن تكوينه الخارجي لم يكن مشابه للتكوين المعروف للمصريين، بالأضافه إلى ملامح وجهه. ومما يعزز هذا التوجه اسمه الذي يعتبر غريبًا عن أسماء المصريين. تحنيط مومياء يويا من أفضل حالات التحنيط حيث لم تصب مومياؤه كسور أو تحلل، ويعتقد الكثير من علماء المصريات أنه من أصول أجنبية عن المصريين بينما زوجته فهي من أصول مصرية.
وقد وجد اسم يويا مذكورًا بطرق متعددة كما أشار جاستون ماسبيرو في كتاب تيودور ديفيز (مقبرة يويا وتويا) عام 1907م منها: يويا، يو، يايا، يى آى، يوى، يايى، وهذا شيء غريب أن يوجد شخص يمكن كتابة اسمه بهذه الطرق الكثيرة.
يعتقد أنه ربما ترجع أصول يويا إلى بلاد متني، وقد بني هذا الافتراض على أساس لقب يويا وكيل الملك للعجلات. فلم تكن العجلات معروفة في مصر حيث جاءت إليها من آسيا، كما يعتقد أيضًا أنه كان أخًا للملكة موت مويا زوجة الملك أمنحتب الثالث والتي ربما كان أصلها يرجع أيضًا إلى بلاد متني، ولكن هذا الفرض لا يوجد أي شيء يدعمه نظرًا لعدم معرفة الكثير عن حياة الملكة موت مويا.
كما يعتقد أيضًا بما أن يويا قد أتى من مصر العليا فربما يكون من الذين هاجروا أحد القبائل الآسيوية التي كانت خاضعة للملكة المصرية أو من العبيد الذين أصبحوا ذوي شأن في مدينة أخميم.
وهناك نظرية يرى فيها باحث وعالم المصريات الدكتور أحمد عثمان أن يويا هو نفسه النبي يوسف وقد نشر كتابًا بعنوان (غريب في وادى الملوك) تناول فيه هذه النظرية.

## ألقابه
عمل يويا كمستشار للملك أمنحتب الثالث وكان يحمل العديد من الألقاب منها: أبا الإله (الفرعون)، الأب المقدس لسيد الأرضين، حامل ختم ملك الوجه البحري، وكيل الملك للعجلات، الأمير الوراثي، وفم ملك الوجه القبلي وأذنا ملك الوجه البحري، الممدوح كثيرًا في بيت الفرعون، والمشرف على ثيران الآلة آمون.

## مقبرته

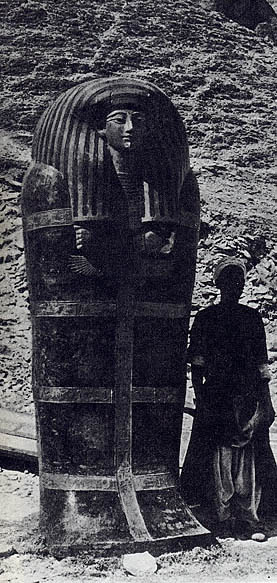
التابوت الخارجى ليويا

تم العثور على مقبرة يويا عام 1905 في وادي الملوك بطيبة بالمقبرة رقم 46 بواسطة تيودور ديفيز وحضر الكشف عنها جاستون ماسبيرو الذي كان يشغل منصب مدير المتحف المصري. وقد وجدت مومياء يويا داخل ثلاثة توابيت، أحدهم داخل الآخر بالإضافة إلى تابوت زوجته تويا وعدد من التماثيل والأواني وثلاث كراسي خشبية وسريرين وعجلة حربية وقد نقلت محتويات المقبرة إلى المتحف المصري بالقاهرة.

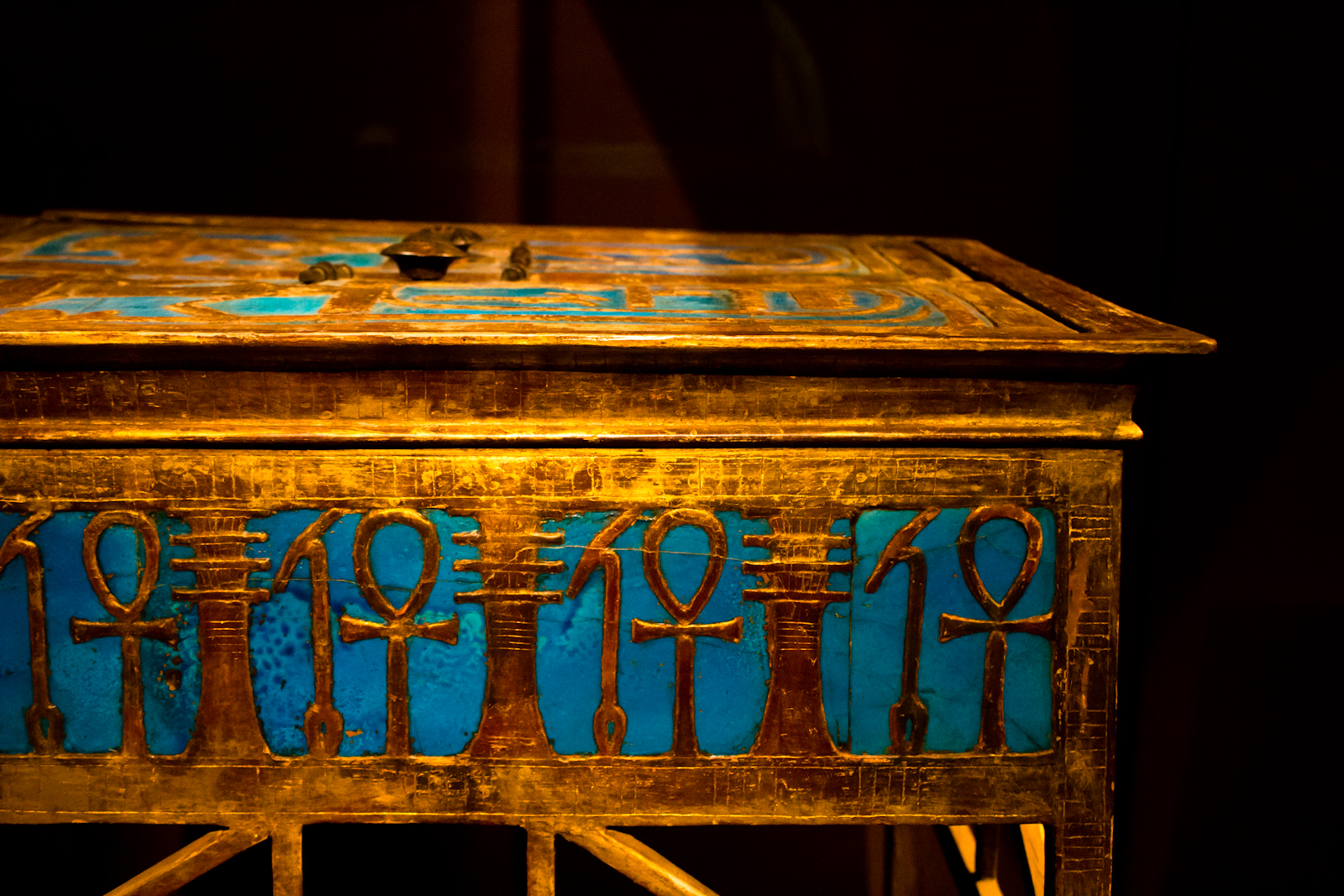
صندوق مزخرف من مقبرة يويا وتيويا وعليه من أعلى خرطوش باسم الفرعون امنحتب الثالث. الصندوق مزين على الجانب بالثلاثة رموز متكررة: عنخ ومعناه «الحياة»، وصولجان واس ومعناه «السلطة»، وعمود جد ومعناه «الدوام».

## اقرأ أيضًا
- تيي
- تجويو